# High Street (Lake District)
Der High Street ist ein Berg im Lake District, Cumbria, England. Mit einer Höhe von 828 m ist er der höchste Wainwright im äußersten Osten der Berge des Lake District. Mit einer Schartenhöhe von 373 m ist er ein Marilyn. Der Berg erhielt seinen Namen, weil eine römische Straße über ihn führt.

## Name und Geschichte
Eine römische Straße von einem Fort bei Penrith führte über den Gipfel zu einem Fort bei Ambleside. Der Berg hat mit Ausnahme der Ostflanke sanft ansteigende Hänge und ein flaches Gipfelplateau, weshalb es den Römern günstiger erschien, die Straße über den Berg zu führen als durch die damals stark bewaldeten Täler.
Der flache Gipfel war im 18. und 19. Jahrhundert auch alljährlich am 12. Juli Austragungsort eines Sommerfestes, auf dem auch Pferderennen stattfanden. Deswegen ist der Berg auch als Racecourse Hill (wörtlich: Pferderennbahn-Berg) bekannt. Das letzte dieser Feste wurde am 12. Juli 1835 veranstaltet.

## Topographie
Die Ostflanke des High Street ist zerklüftet und fällt steil zum Haweswater Reservoir ab. Es gibt zwei kleine Seen (Tarn) an der Ostflanke: Small Water und Blea Water.
Auf der Südseite des High Street entspringt der River Kent.

## Aufstieg
Der High Street kann von jeder Seite bestiegen werden. Der Aufstieg von Osten aus dem vom Haweswater Reservoir im Mardale-Tal erfolgt über einen steilen Grat mit Blicken ins Riggindale-Tal. Der Aufstieg von Troutbeck folgt der römischen Straße. Der Aufstieg vom Patterdale-Tal und vom Kentmere-Tal ist ebenfalls möglich.